# Kupferspirale
Die Kupferspirale ist ein nicht-hormonelles Medizinprodukt zur Empfängnisverhütung für die Frau, welche durch Ärzte in die Gebärmutter eingesetzt wird. Sie gehört damit zu den Intrauterinpessaren.
Die Kupferspirale ist ein gängiges Verhütungsmittel.

## Aufbau

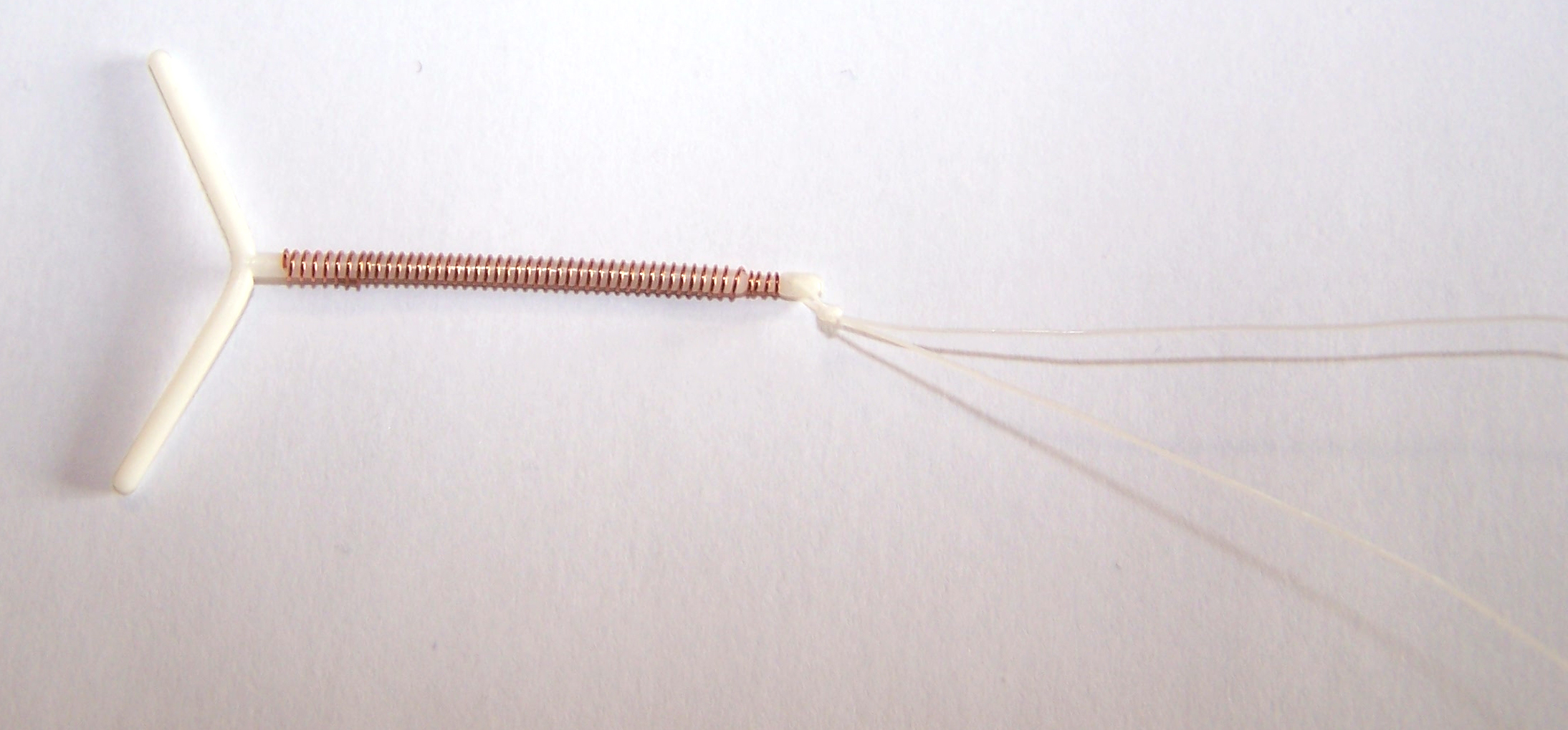
Kupferhaltiges T-förmiges Intrauterinpessar mit Rückholfäden

Die Kupferspirale besteht aus einem mit feinem Kupferdraht oder einer Kupfer-Gold-Legierung umwickelten Plastik-Gebilde von 2,5 bis 3,5 Zentimetern Größe. Es gibt auch Kupferspiralen mit kleinen Gold-Clips, die jedoch keine eigene Wirkung haben (z. B. Femena Gold). Die Gold-Clips sollen jedoch die Sichtbarkeit der Spirale im Ultraschall verbessern. Eine andere Variante der sogenannten Goldspirale wird durch einen Goldkern im Inneren des Kupferdrahtes geboten (z. B. bei der Gold-T oder Goldlily). Das Edelmetall Gold im Inneren des Kupferdrahtes trägt dazu bei, dass das Kupfer weniger leicht zerfällt und sorgt somit für eine längere Haltbarkeit. Gold ist sehr beständig gegenüber Korrosion und reaktionsträge und kann daher als hypoallergen eingestuft werden. Viele heute genutzte Kupferspiralen haben die Form eines T. Aber auch andere Varianten, wie Schleifen oder die Form der Zahl 7 sind möglich. Sinn dieser verschiedenen Formen ist ein möglichst sicherer Halt der Spirale in der Gebärmutterhöhle und eine dennoch leichte Entfernbarkeit. Bei der Kupferkette erfolgt eine Verankerung in der Gebärmuttermuskulatur, sodass ein zusätzlicher Rahmen zur Fixierung nicht erforderlich ist (Frameless IUP). Am unteren Ende der Intrauterinpessare befindet sich eine Öse, an der Rückholfäden befestigt sind, die etwa 1 bis 2 cm aus dem Muttermund herausragen. Sogenannte inerte Intrauterinpessare, die weder einen Kupferanteil noch ein Hormonreservoir besitzen, werden derzeit in Deutschland nicht vertrieben.

## Wirkung
Das Wirkprinzip ist nicht bis in alle Einzelheiten geklärt. Diskutiert werden mehrere verschiedene Mechanismen:
- Kupferionen zeigen eine toxische und hemmende Wirkung auf Spermien, die zu einer Herabsetzung der Beweglichkeit und Lebensdauer führen. Die Wirkung des Kupfers ist lokal begrenzt auf Gebärmutter, Eileiter und Zervix. Erhöhte Serumkonzentrationen an Kupferionen werden nicht gefunden.
- Darüber hinaus verursacht die Spirale als Fremdkörper eine sterile Entzündungsreaktion der Gebärmutterschleimhaut, so dass deren veränderte Beschaffenheit und die von ihr produzierten cytotoxischen Enzyme eine Nidation (Einnistung) einer aus einer befruchteten Eizelle hervorgegangenen Blastocyste verhindern – sodass der Embryo abstirbt –, weshalb sie vor allem dann als „Notfallkontrazeptivum“ zum Einsatz kommt, wenn die Pille danach, aufgrund bereits erfolgtem Eisprung, nicht mehr wirkungsvoll angewendet werden kann. Dies gilt nach deutschem Recht nicht als Schwangerschaftsabbruch.[2]
- Entzündungszellen wie Makrophagen können auch direkt Spermien abbauen (Phagozytose)[3]
- Eine Beeinflussung der Eileiterfunktion führt zu Behinderung des Eizell- und Spermientransports.[1][4][5]
- Die Verwendung einer Gold-Kupfer-Legierung bei den sogenannten Gold-Spiralen oder Kupfer-Gold-Spiralen soll durch eine bakterien- und pilzhemmende Wirkung mittels der in Spuren gelösten Gold- und Kupferionen das Risiko für Infektionen und Entzündungen verringern.
- Durch einen mikrogalvanischen Effekt bei den Gold-Kupfer-Legierungen sollen zudem Orientierungsfähigkeit und Beweglichkeit der Spermien herabgesetzt werden, sodass als Wirkprinzip nicht die Nidationshemmung, sondern die Verhinderung der Eibefruchtung angesehen wird.

Die Kupferspirale ist ein sehr wirksames Mittel zur Empfängnisverhütung. Insbesondere die Tatsache, dass keinerlei Interaktion seitens der Frau oder ihres Partners erforderlich ist, vermeidet Anwendungsfehler, welche die Hauptursache des Versagens der meisten Verhütungsmittel darstellen.
Laut Pro Familia liegt der Pearl-Index der Kupferspirale bei etwa 0,3 bis 0,8, der einer Gold-Kupfer-Spirale (Goldlily oder Gold-T) bei etwa 0,5 bis 1,0. Die Variante der Kupferkette, deren Wirkprinzipien denen der Kupferspirale entsprechen, weist – je nach Studie – den gleichen oder einen noch besseren Pearl-Index von 0,1 bis 0,3 auf.

## Anwendung

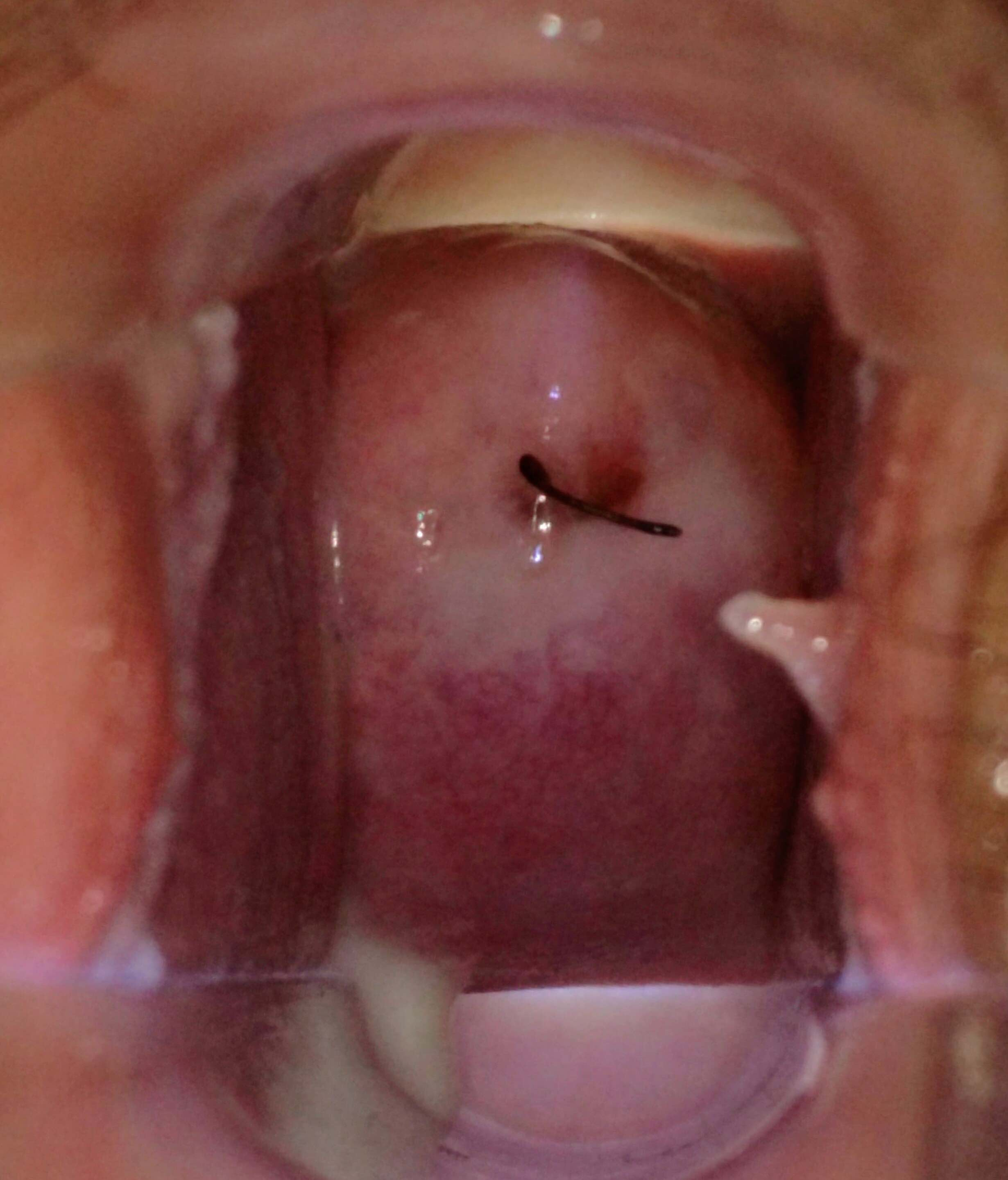
Spekulumuntersuchung mit aus dem Gebärmutterhals herausragendem Rückholfaden

Das Einsetzen der Spirale wird von einer Gynäkologin oder einem Gynäkologen durchgeführt und erfolgt meist während der Menstruation, da der Gebärmutterhals zu dieser Zeit natürlicherweise etwas geöffnet ist. Eine Dehnung des Gebärmutterhalskanals, beispielsweise mit Hegarstiften, ist nur selten notwendig. Danach wird der korrekte Sitz der Spirale mittels Ultraschall überprüft.
Die Spirale kann auch direkt nach einem Schwangerschaftsabbruch oder einer Fehlgeburt eingesetzt werden.
Auch junge Frauen unter 20 Jahren, die noch nicht geboren haben, können die Spirale anwenden. Hier sind jedoch Ausstoßungsraten bis zu 10 % beschrieben. Da die Gebärmutter bei diesen Frauen meist noch kleiner ist, können dann entsprechend kleinere Spiralenmodelle eingesetzt werden.

### Spirale danach
Eine Einlage bis spätestens fünf Tage nach ungeschütztem Geschlechtsverkehr als Spirale danach ist möglich und vor allem dann erwägenswert, wenn die 72-Stunden-Zeitspanne für die Pille danach überschritten wurde, der ungeschützte Geschlechtsverkehr zum Zeitpunkt des Eisprungs stattgefunden hat oder aus medizinischen Gründen keine hormonelle Nachverhütung möglich ist. Als Spirale danach können alle dafür zugelassenen kupferhaltigen IUPs (Kupferspirale, Kupferkette) genutzt werden. Im Falle der Notfallverhütung kann die Spirale danach bis zu fünf Tage nach ungeschütztem Geschlechtsverkehr eine ungewollte Schwangerschaft mit einer bis zu über 99%igen Sicherheit verhindern. Der Berufsverband der Frauenärzte empfiehlt sie als die sicherste Notfallverhütungsmethode, da sich im Vergleich zu den beiden Präparaten der Pille danach die Effektivität der Kupferspirale nicht mit jeder vergangenen Stunde vermindert und sie auch dann noch rückwirkend verhütend wirkt, wenn der ungeschützte Geschlechtsverkehr zum Zeitpunkt des Eisprungs stattgefunden hat. Genauso spielen der BMI der Anwenderin und die Anwendersicherheit keine Rolle bei der verhütenden Wirkung.

### Liegedauer der Spiralen
Die meisten Hersteller von Kupferspiralen geben an, dass diese maximal drei oder fünf Jahre genutzt werden können. Nutzerinnen können ihre Kupferspirale jederzeit von einem Arzt entfernen (herausnehmen) lassen. Dies kann leichte Schmerzen verursachen; diese klingen im Normalfall direkt nach dem Eingriff ab. Nach dem Herausnehmen einer Kupferspirale kann direkt ein neues Exemplar eingelegt werden. Nach dem Entfernen der Kupferspirale ist die Frau regelhaft im nächsten Menstruationszyklus wieder fruchtbar.

## Risiken
Grundsätzlich gilt die Kupferspirale als sehr zuverlässig. Insbesondere geht sie nicht mit den üblichen Nebenwirkungen hormoneller Verhütungsmittel wie der Pille einher, da sie nicht in den Hormonhaushalt eingreift. Folgende unerwünschte Wirkungen sind jedoch beschrieben:
- Frauen, die eine Spirale tragen, haben gegenüber Frauen ohne Spirale in den ersten Monaten nach Einsetzen ein erhöhtes Infektionsrisiko. Danach besteht in einem Zeitraum bis zu acht Jahren kein erhöhtes Infektionsrisiko mehr.[1] Mittlerweile ist dieses Risiko allerdings durch entsprechende Anpassungen im Design der Spiralen minimiert worden.[11] Eine Infektion entsteht zudem nicht durch die Spirale selbst, sondern durch eine bereits bestehende Infektion der Scheide, meist mit Chlamydia trachomatis.[12] Diese Infektion tritt insbesondere bei jungen Frauen zwischen 15 und 19 Jahren gehäuft auf und sollte vor der Einlage eines IUPs geprüft bzw. ausgeschlossen werden, um einer solchen aszendierenden Infektion vorzubeugen.[13] Bei einer auftretenden Infektion sollte die Spirale entfernt werden.[1]
- Spiralen können zu einer stärkeren bzw. längeren Menstruation führen, zudem können sich Menstruationsbeschwerden verstärken[6] oder gelegentlich Zwischenblutungen auftreten. Dies tritt bei Frameless IUPs genauso häufig auf wie bei herkömmlichen Spiralen.[14] Nach 3–6 Monaten normalisieren sich eventuelle Blutungsstörungen jedoch oft wieder.[15]
- In den ersten zwei bis drei Monaten ist das Risiko einer Ausstoßung der Intrauterinpessare erhöht.
- Eine Spirale kann verrutschen, was bei sehr jungen Frauen und Frauen ohne Kinder etwas häufiger vorkommt. Eine verrutschte Spirale verhütet nicht mehr.[6]
- Beim Einsetzen der Spirale kann in seltenen Fällen die Gebärmutterwand durchstoßen werden (Perforation). Das Risiko ist bei einer Einlage kurz nach einer Geburt erhöht.
- Die Rückholfäden können selten in die Gebärmutter hochschlagen, wodurch die Entfernung einen operativen Eingriff (Hysteroskopie) erfordern kann.
- Spiralen schützen nicht vor sexuell übertragbaren Krankheiten.[16]
- Wenn eine Spirale bei Eintritt einer Schwangerschaft nicht entfernt wird, kann sie Infektionen und Fehlbildungen des Fötus verursachen. Das Entfernen führt jedoch auch in seltenen Fällen zu einem Abgang des Fötus.[17]

Spiralen führen nicht zur Unfruchtbarkeit. Nach ihrer Entfernung sind Frauen bereits nach wenigen Tagen wieder voll zeugungsfähig.
Die von veralteten kupferfreien Spiralen bekannte Erhöhung der Wahrscheinlichkeit von Eileiterschwangerschaften ist bei der Kupferspirale deutlich geringer, da das Wirkprinzip auch extrauterine Schwangerschaften relativ sicher verhindert.
Das Risiko für Gebärmutterhalskrebs ist nach einer großen Studie nicht erhöht, sondern sogar verringert.

## Gegenanzeigen
Nicht geeignet ist die Kupferspirale bei:
- Eisenmangel oder einer Blutarmut
- einer Kupferallergie oder einer KupferSpeicherkrankheit (Wilson-Krankheit)[6]

Im Falle von:
- Diabetes mellitus
- Nierenerkrankungen
- Behandlungen mit Immunsuppressiva
- Behandlung mit Antikoagulatien
- Uterus myomatosus

sollte die Einlage einer Spirale nur im Einzelfall unter Abwägung aller Risiken erfolgen.
Eine Spirale darf auf keinen Fall eingelegt werden, wenn:
- eine Schwangerschaft oder der Verdacht auf eine Schwangerschaft besteht[20]
- nicht abgeklärte Blutungsstörungen vorliegen
- Entzündungen im Genitalbereich vorliegen
- der Verdacht auf eine bösartige Erkrankung der Gebärmutter vorliegt.

## Kosten und Kostenübernahme
Die Kupferspirale kostet je nach Modell zwischen 20 und 85 Euro. Hinzu kommen die Kosten für das Einlegen, die bei etwa 120 bis 250 Euro liegen. Für die empfohlenen jährlichen Kontrollen fallen je nach Arzt oder Ärztin und Region um die 40 Euro an.
Die Kosten werden für gesetzlich krankenversicherte Frauen in Deutschland nach § 24a SGB V bis zum vollendeten 22. Lebensjahr von der Krankenkasse und für sozialhilfeberechtigte Frauen, die nicht krankenversichert sind (§ 52), nach § 49 SGB XII (Hilfe zur Familienplanung) vom zuständigen Sozialhilfeträger übernommen.

## Verbreitung
In Deutschland verhüten laut der Bundeszentrale für gesundheitliche Aufklärung 10 % der Frauen mit der Spirale, in der Schweiz 6 %, in Österreich 12 % und in China sind es 46 % (Stand 2004).